# Luisa Seijo
Luisa Rosario Seijo Maldonado (Vega Alta, 4 de agosto de 1950) es una académica, activista y trabajadora social puertorriqueña.

## Primeros años y educación
Hija de José Alejandro Seijo y Haydeé Maldonado Vega, Luisa Rosario Seijo Maldonado nació el 4 de agosto de 1950 en Vega Alta. Tanto su madre como su padre estaban altamente involucrados en la fundación de la cooperativa de ahorro y crédito Vega Coop. Su padre era uno de los socios fundadores, junto con algunos otros familiares, y su madre se convirtió en parte de su primer comité educativo. El primer encuentro de Seijo con el trabajo communitario fue a través de un grupo de Acción Católica cuando ella tenía quince años. Con su madre y padre, Seijo visitó la comunidad de Rapaurra en el barrio de Candelaria en su pueblo natal de Vega Alta. El programa, llamado Una Gran Familia, consistía de sus progenitores trabajando con los adultos y las adultas, mientras que Seijo cuidaba de la niñez. Ella es la tataranieta de Jacinto Seijo, quien fue en tres ocasiones el co-alcalde de su pueblo natal.
En 1970, luego de tres años de estudios universitarios, Seijo se graduó con un doble bachillerato en Sociología y Trabajo Social de la Universidad Católica de Puerto Rico en Ponce, Puerto Rico. Durante su tiempo allí, ella se convirtió en la primera persona del programa de bachiller en hacer su práctica en el centro de servicios en La Playa, Ponce, justo después que fue abierto por Sor Isolina Ferré en 1968. Seijo continuó sus estudios con una Maestría en Trabajo Social de la Universidad de Puerto Rico dos años después, el cual terminú en solo un año.

## Carrera profesional e investigativa
Seijo ha fundado ocho organizaciones en Puerto Rico. Entre 1973–1978, ella laboró en la Administración de Servicios de Salud Mental y Contra la Adicción (ASSMCA). Seijo ha laborado en la academia desde el 1983, cuando comenzó a dictar cursos en la Universidad Central de Bayamón.
Uno de sus principales proyectos, SIEMPREVIVAS, fue fundado en septiembre de 1997 y ofrece consejería a mujeres sobrevivientes de violencia de género y doméstica. El programa se centra alrededor de grupos de apoyo para las mujeres y talleres para sus hijas e hijos. Seijo comenzó el proyecto en la Universidad de Puerto Rico, Recinto Universitario de Mayagüez luego de que una de sus amigas, ambas hijas de la amiga, la abuela de las niñas, y su padrino, fueran asesinados por el esposo de su amiga. El programa aborda siete municipios en toda la región oeste de Puerto Rico.
En febrero de 2003, Seijo fundó el Instituto Universitario para el Desarrollo de las Comunidades (IUDC), el cual ha impactado a más de 75 comunidades alrededor del archipiélago de Puerto Rico con la ayuda de 13 profesores y 150-200 estudiantes de más de 20 disciplinas de las artes y ciencias. Esto es hecho a través del método de investigación-acción participativa, el cual consiste de ir a las comunidades desaventajadas cercanas a donde el estudiantado vive y trabajar con los y las residentes para incrementar su calidad de vida. Un ejemplo de esto es el diseño y construcción de un acueducto comunitario en Maizales, Naguabo. Estas experiencias no solo ayudan estudiantes en su formación, pero también en su preparación para la vida adulta, al igual que sea notado en su transcripción como un curso de investigación. A través del IUDC, Seijo colaboró con estudiantes de la Escuela Lyle de Ingeniería Civil en Purdue, a través de su programa de EPICS, con el fin de desarrollar un nuevo sistema de agua en Humatas, Añasco. La involucración de ingenieras e ingenieros también va desde "programas de nutrición y agricultura" al "apoyo a organizaciones de la vejez y niñez." Luego del Huracán María, el Instituto recibió una subvención del Fondo de Ayuda para Puerto Rico del Centro Sur de Wisconsin para desarrollar a la comunidad de Guayabota, Yabucoa sustentablemente en términos de comida, energía eléctrica y fuentes fluviales. Después del huracán, recibió tantas donaciones materiales que tuvo que usar su oficina para alojarlas.
Actualmente, Seijo es Catedrática Asociada en el Departamento de Ciencias Sociales de la Universidad de Puerto Rico, Recinto Universitario de Mayagüez (UPR-RUM), donde ha laborado durante las últimas dos décadas, hasta abril de 2020, al igual que haber sido una activista por los pasados cuarenta años. Su investigación es enfocada en los asuntos de género, tales como violencia de género y los movimientos comunitarios. Seijo ha obtenido más de $1 millón de fondos de subvenciones federales. Adicionalmente, ella funge como la coordinadora del programa de prevención de violencia de género de la UPR-RUM.
Cuando vinieron profesores y estudiantes visitantes provinientes del programa de eruditos de la Escuela de Vida Cívica Jonathan M. Ticsch de la Universidad Tufts visitaron a Puerto Rico a comienzos del 2014, Seijo coordinó reuniones y actividades para que estos pudieran tener conocimiento de las luchas de las comunidades puertorriqueñas en el área oeste de la isla. La Cámara Junior Internacional organizó un panel llamado "Mujeres de impacto" en el Capitolio de Puerto Rico en el cual Seijo recontó como ella había decidido luchar por los derechos de la mujer cuando ella perdió a una amiga cercana, las hijas de la amiga y la abuela de las niñas a un crimen de violencia de género. Ella fue invitada nuevamente al Capitolio por la Universidad Interamericana de Puerto Rico para dar un discurso sobre el impacto que tienen las comunidades en el desarrollo de Puerto Rico. En el 2015, la UPR-RUM acogió la Undécima Conferencia Anual sobre la Agresión Sexual: Promoviendo Colaboraciones entre las Universidades y las Comunidades, en el cual ella fue panelista sobre proyectos universitarios pioneros centrados en la violencia contra la mujer.
En la Conferencia SOMOS Puerto Rico 2018, Seijo fue parte de un panel sobre "El sector sin fines de lucro de base: un vehículo para el cambio y la oportunidad en Puerto Rico." En noviembre del mismo año, ella lideró la manifestación silente "Marcha por la Paz y la Equidad", conmemorando a las mujeres que habían sido asesinadas a consecuencia de la violencia de género durante los once meses anteriores.
En abril de 2019, ella fue invitada como oradora sobre el tema de la "Participación del sector cívico en la recuperación" en la Cumbre en Busca de la Investigación de los Estudios Puertorriqueños del Centro de Estudios Puertorriqueños celebrado en la Universidad de Florida Central. Más tarde, en noviembre, fue ponente en la conferencia RISE 2019 de la Universidad de Albany sobre el papel de la universidad en el alivio de desastres.
En el 2020, Seijo fue galardonada el Premio Voz Visionera del Centro Nacional de Recursos sobre Violencia Sexual por la coalición de agresión sexual puertorriqueña, Coordinadora Paz para la Mujer.
Todos sus proyectos son colaboraciones, y su apoyo incluso se extiende a prestar su propia oficina por otras causas, como fue el caso de una recolección de alimentos y agua de la Agencia Adventista de Desarrollo y Recursos Asistenciales (ADRA) y la Tau Beta Pi (ΤΒΠ) en el 2011.
Seijo ha colabroado con dos de sus descendientes. Su hijo mayor, un artista, con la ayuda de la comunidad y del IUDC, pintó más de 100 edificios en El Cerro, Naranjito. Este trabajo en curso fue parcialmente apoyado por la Fundación Robert Rauschenberg. Su hija trabaja con el Fideicomiso de Conservación de Puerto Rico, como supervisora de varios viveros, incluyendo a la Hacienda La Esperanza de José Ramón Fernández que está en el Registro Nacional de Lugares Históricos, y liderando la campaña de Para La Naturaleza en la siembra de 750,000 árboles en el plazo de siete años, además de fungir como Tesorera del primer fideicomiso agrícola de Puerto Rico.